# Lathraeodiscus
Lathraeodiscus är ett släkte av svampar. Lathraeodiscus ingår i familjen Pyronemataceae, ordningen skålsvampar, klassen Pezizomycetes, divisionen sporsäcksvampar och riket svampar.